# Ajmalicina
La Ajmalicina, también conocida como δ-yohimbina o raubasina, es un alcaloide con actividad antihipertensiva utilizado en el tratamiento de la presión sanguínea elevada. Este compuesto ha sido comercializado con distintos nombres: Card-Lamuran, Circolene, Cristanyl, Duxil, Duxor, Hydroxysarpon, Iskedyl, Isosarpan, Isquebral, Lamuran, Melanex, Saltucin Co, Salvalion, y Sarpan. Ha sido encontrado en las plantas Rauwolfia spp., Catharanthus roseus, y Mitragyna speciosa.

## Biosíntesis
La ajmalicina es un alcaloide β-carbolínico relacionado con la yohimbina, rauwolscina, y otros derivados del yohimbano. Proviene de la estricnosidina, el precursor de los alcaloides β-carbolínicos que se obtiene por una condensación tipo Mannich de la triptamina y el iridoide secologanina.

## Farmacología
Al igual que la corinantina, actúa como antagonista del receptor α1-adrenérgico